# Glen (Nowy Jork)
Glen – miasto w Stanach Zjednoczonych, w stanie Nowy Jork, w hrabstwie Grant.